# Suffolk Resolves House
La Suffolk Resolves House (conosciuta anche come Daniel Vose House) è l'edificio dove vennero firmate le Risoluzioni di Suffolk il 4 settembre 1774. Queste Risoluzioni furono un importante documento precursore dell'Continental Association del 1774 e della Dichiarazione di Indipendenza del 1776. All'epoca, la casa apparteneva a Daniel Vose, il quale dopo il matrimonio aveva combinato due edifici preesistenti in un'unica abitazione. Le due parti sono visibili nelle fotografie della galleria. Le travi più antiche sono state datate tramite dendrocronologia, indicando che gli alberi utilizzati nella parte più vecchia della casa vennero abbattuti nel 1763.
Per evitarne la demolizione nel 1950, il Dr. James Bourne Ayer e Hannah Ayer la spostarono dalla sua posizione originale su Adams Street (dove ora si trova la Citizens Bank) all'attuale sede. La fecero restaurare da William Morris Hunt e successivamente la donarono alla Milton Historical Society, di cui è sede centrale.
È stata inserita nel National Register of Historic Places il 23 luglio 1973.